# Pignus lautissimum
Pignus lautissimum är en spindelart som beskrevs av Wesolowska, Russel-Smith 2000. Pignus lautissimum ingår i släktet Pignus och familjen hoppspindlar. Inga underarter finns listade i Catalogue of Life.